# Margaret Rhea Seddon
Margaret Rhea Seddon, född 8 november 1947 i Murfreesboro, Tennessee, är en amerikansk astronaut uttagen i astronautgrupp 8 den 16 januari 1978.
Hon är gift med astronauten Robert L. Gibson.

## Rymdfärder
- STS-51-D
- STS-40
- STS-58